# Oaldieir Morales
Oaldieir Morales (Santa Marta, Magdalena, Colombia; 30 de noviembre de 1994) es un futbolista colombiano. Juega de defensa.

## Selección nacional
| Selección | Campeonato                     | Sede    | Resultado  |
| --------- | ------------------------------ | ------- | ---------- |
| Sub-17    | Campeonato Sudamericano Sub-17 | Ecuador | Fase final |

## Clubes
| Club              | País     | Año         |
| ----------------- | -------- | ----------- |
| Atlético Nacional | Colombia | 2014        |
| Bogotá F.C.       | Colombia | 2014 - 2018 |

## Palmarés

### Torneos nacionales
| Título                | Club              | País     | Año  |
| --------------------- | ----------------- | -------- | ---- |
| Superliga de Colombia | Atlético Nacional | Colombia | 2012 |
| Copa Colombia         | Atlético Nacional | Colombia | 2012 |
| Torneo Apertura       | Atlético Nacional | Colombia | 2013 |
| Torneo Finalización   | Atlético Nacional | Colombia | 2013 |
| Copa Colombia         | Atlético Nacional | Colombia | 2013 |